# Łomianki
Łomianki (udtale: [wɔˈmʲaŋkʲi])  er en by der ligger i det østlige, centrale Polen, i den centrale del af voivodskabet Masovien (Województwo mazowieckie) og har 18.124(2021) indbyggere og et areal på	8,4 km². Den er en del af powiatet (amt) Warszawa Vest.

## Historie
Łomianki var stedet for Slaget ved Łomianki mellem polske og tyske tropper, der blev udkæmpet den 22. september 1939 under invasionen af Polen.

## Seværdigheder
Fordi byen ligger mellem Kampinos Nationalpark og floden Wisła, og kun en kort afstand fra udkanten af Warszawa, betragtes den som et velegnet sted for folk, der ønsker at kombinere en udendørs livsstil, mens de stadig pendler hver dag til Warszawa.

## Galleri
- Huse i Łomianki Górne distrikt
- Monument for General Mikołaj Bołtuć
- Sankt Margaretha kirken